# Clifford, el gran perro rojo (película)
Clifford the Big Red Dog (en español: Clifford, el gran perro rojo) es una película de comedia familiar de acción en vivo / animada por computadora y fantasía urbana dirigida por Walt Becker a partir de un guion de Jay Scherick, David Ronn y Blaise Hemingway, y una historia de Justin Malen y Ellen Rapoport, basada en el libro para niños. serie del mismo nombre de Norman Bridwell . La película está protagonizada por Darby Camp, Jack Whitehall, Sienna Guillory, Kenan Thompson, Rosie Perez y John Cleese, con David Alan Grier como la voz del personaje principal.
La película se proyectó sin previo aviso el 26 de agosto de 2021 durante el evento CinemaCon 2021 en Los Ángeles. Inicialmente estaba programado para estrenarse en el Festival Internacional de Cine de Toronto de 2021 en septiembre de 2021, seguido de su estreno en cines en los Estados Unidos el 17 de septiembre después de haber sido retrasado debido a la pandemia del COVID-19 por Paramount Pictures, pero finalmente fue retirado del festival y su fecha de lanzamiento se eliminó del agenda de Paramount debido a la propagación de la variante delta del SARS-CoV-2. La película ahora se estrenó simultáneamente en cines y en Paramount+ el 10 de noviembre de 2021.

## Argumento
En Nueva York, Emily-Elizabeth Howard de 12 años, vive con su madre Maggie y solo tiene un amigo, su compañero de escuela Owen Yu. Maggie deja a Emily al cuidado de su tío Casey (un escritor e ilustrador de cómics despistado) antes de partir a Chicago en un viaje de negocios.
El Sr. Bridwell, quien dirige una tienda de rescate de animales en un parque, le presenta a Emily un pequeño cachorro rojo cuya familia había sido secuestrada por unos perreros. Dice que el cachorro crecerá según el cariño que reciba, pero Casey rechaza la adopción porque no se permiten perros en el edificio. Cuando Emily llega a casa de la escuela, encuentra al cachorro en su mochila y lo llama Clifford. A petición de Emily, Casey le permite quedárselo solo una noche.
A la mañana siguiente, Clifford ha crecido a proporciones gigantescas y este finalmente persigue y juega con un hombre en una burbuja inflable en un parque, haciendo que su existencia se extienda por todo el Internet y obligando a Casey a encerrarlo dentro de su camioneta. Tras enterarse de esto (por la secretaria de un veterinario), de los milagros de Bridwell con los animales y sus dueños, los Howard planean obtener información sobre su paradero. Clifford se escapa de la camioneta de Casey y sigue a Emily, humilla a su matona Florence, lamiéndola de un lengüetazo, lo que la empapa, dándole a Emily los amigos que siempre quiso.
Zac Tieran, el dueño de la empresa de biotecnología Lyfegro, se entera de Clifford por su asistente Colette. Queriendo descubrir el secreto de la estatura del perro, Tieran contacta a la policía, afirmando falsamente haber modificado genéticamente a Clifford y lidera una búsqueda por toda la ciudad para encontrarlo. Emily y Casey son desalojados de su apartamento por el superintendente Sr. Packard, a quien Tieran también avisó, y son perseguidos por la policía y Lyfegro después de que Emily rechaza su soborno. Owen y Emily escapan con Clifford en la camioneta de Casey, mientras sus vecinos defienden a los guardaespaldas de Tieran. Los tres se refugian en el lujoso apartamento pied-à-terre de Owen, donde Casey dice que Clifford puede quedarse con Emily siempre que encuentren a Bridwell y le hagan encoger al perro a su tamaño original, pero si no se puede encontrar a Bridwell, Clifford debe ser enviado a Shanghái, donde el Sr. Yu (el padre de Owen) posee un santuario para animales. Corren al hospital, solo para encontrar a un paciente que dice que Bridwell ha fallecido. Sin opciones, contactan al Sr. Yu, quien organiza un remolcador para llevar a Clifford a un carguero con destino a China. Después de que Emily se despida entre lágrimas de su acompañante, el remolcador zarpa al amparo de la noche.
Sin embargo, las fuerzas del orden interceptan el carguero debido a la afirmación de Tieran de que Clifford fue robado; éste último es trasladado en helicóptero a Lyfegro y Casey pronto descubre que la persona que murió en el hospital era otro hombre, lo que significa que Bridwell sigue vivo. Es así que él y Emily intentan salvar a Clifford  de ser sometido a experimentos en Lyfegro, con la ayuda, una vez más, de amigos del vecindario. Irrumpen en la sede de Lyfegro y rescatan a Clifford, quien huye por la ciudad con Emily a lomos de él.
En Manhattan Bridge Park, Emily se reencuentra con Bridwell y éste le dice que no puede volver a encoger a Clifford, ya que fue su amor lo que lo hizo grande. Además, le aconseja a Emily que defienda a Clifford y a sí misma, que ser diferente es un don. Emily les explica a todos la importancia del amor, independientemente de las diferencias. Entretanto, Tieran llega y dice que se puede determinar quién es el dueño de Clifford escaneando un chip de identificación que sus científicos implantaron en secreto. Bridwell hace que el chip identifique a Emily como la legítima dueña de Clifford, lo que deja a Tieran con una multa bastante costosa por mentir a la policía y malgastar recursos policiales. Emily y Casey finalmente se reencuentran con Maggie y mientras Owen se prepara para tomar una foto grupal de Clifford, Emily, Casey, Maggie y los vecinos, Clifford ve a dos personas en burbujas inflables en el parque y las persigue mientras Casey cabalga horrorizado sobre la espalda de Clifford.
Más tarde, Packard revierte el desalojo de Emily y Maggie nombrando a Clifford su nuevo asistente en el edificio de apartamentos. Casey deja su camioneta y se va a trabajar para Scholastic Corporation. Él, Emily y Packard pintan un mural de Clifford (que se parece a su homólogo animado dibujado a mano), lo que implica que el nuevo trabajo de Casey es escribir e ilustrar libros de ficción sobre Clifford. Los residentes de la ciudad de Nueva York se unen para construirle a Clifford una caseta gigante para perros entre el bufete de abogados Jarvis & Jarvis y la bodega de Alonso.

## Reparto
- David Alan Grier como la voz de Clifford, un perro de pelaje rojo que alguna vez fue un enano de la camada hasta que se convierte en un gigantesco perro rojo.[4]
- Darby Camp como Emily-Elizabeth Howard, la joven que tiene que salvar a Clifford de una empresa de genética.
- Jack Whitehall como tío Casey, tío de Emily
- Izaac Wang como Owen Yu, el chico del apartamento de al lado.
- John Cleese como el Sr. Bridwell, el rescatador de animales mágicos que le da Clifford a Emily.
- Paul Rodríguez como Sánchez, el dueño de la bodega[6]
- Russell Peters como Malik[7][8]
- Sienna Guillory como Maggie Howard, la madre de Emily Elizabeth y la hermana mayor de Casey que está en un viaje de negocios.
- Keith Ewell como el Sr. Jarvis, un hombre al que Clifford le salvó la vida de caer.
- Mia Ronn como Florence
- Kenan Thompson como veterinario de Clifford. Thompson prestó su voz al personaje Hamburger en la serie animada original, reuniéndolo con su coprotagonista de Kenan y Kel, Kel Mitchell, quien prestó la voz a T-Bone.
- Rosie Perez como Lucille
- Tony Hale como Zack Tieran, el propietario de Lifegro, una empresa de genética que quiere a Clifford.[9]
- David Alan Grier como el Sr.Packard[10]
- Horatio Sanz como Raul[11]
- Alvin Chea como Barry White
- Jessica Keenan Wynn como Colette, la bajista de Barry White
- Siobhan Fallon Hogan como Petra, la pianista de Barry White
- Bear Allen-Blaine como la Sra. Jarvis, la fiel abogada de Emily que la ayuda a salvar a Clifford de Lifegro.[12]

## Producción

### Desarrollo
En mayo de 2012, se informó que Universal Pictures e Illumination Entertainment producirían una película animada / de acción en vivo basada en el libro. Matt Lopez fue contratado para escribir el guion mientras Chris Meledandri y Deborah Forte iban a producir, pero en julio de 2013, se informó que Illumination canceló el proyecto. El 13 de septiembre de 2013, se informó que la película todavía estaba en desarrollo en Universal Pictures con David Bowers en conversaciones para dirigir la película. Al igual que la película Hop de 2011, el personaje del perro titular estará animado mientras que los otros personajes serán de acción en vivo. 
En 2016, Paramount Pictures había adquirió los derechos para desarrollar una película híbrida animada y de acción en vivo. El 25 de septiembre de 2017, se informó que Walt Becker había sido contratado para dirigir a partir de un guion que estaba reescrito por Ellen Rapoport, y del original escrito por Justin Malen, que sería producido por Forte a través de su estandarte Silvertongue Films.
El 25 de diciembre de 2019, se filtró una foto de la película, que revela la forma generada por computadora de Clifford en el escenario de acción en vivo.

### Casting
En mayo de 2019, Darby Camp y Jack Whitehall firmaron para protagonizar la película. En junio de 2019 John Cleese, Sienna Guillory, Izaac Wang, Kenan Thompson, Rosie Perez, David Alan Grier, Keith Ewell, Bear Allen Blaine y Lynn Cohen se unieron al elenco.

### Rodaje
El rodaje comenzó el 10 de junio de 2019 en la ciudad de Nueva York . y concluyó el 23 de agosto de 2019.

### Música
El 18 de noviembre de 2020, se anunció que John Debney compondría la banda sonora de la película.

## Lanzamiento
Clifford, el gran perro rojo estaba programado para ser estranada el 17 de septiembre de 2021 por Paramount Pictures en RealD 3D, Dolby Cinema e IMAX . Inicialmente estaba programado para el 13 de noviembre de 2020, antes de retrasarse debido a la pandemia de COVID-19, pero el estreno del festival fue cancelado y el estudio eliminó la película de su agenda, esto debido al aumento de la variante Delta de COVID-19.
Antes de eso, Universal Pictures inicialmente programó la película para el 8 de abril de 2016 y luego se retrasó hasta el 31 de diciembre de 2016.
La película tuvo una proyección sin previo aviso el 26 de agosto de 2021 durante el evento CinemaCon 2021 en Los Ángeles.

## Recepción

### Taquilla
En los Estados Unidos y Canadá, se prevé que Clifford the Big Red Dog recaude entre 15 y 17 millones de dólares en 3.695 salas de cine durante sus primeros cinco días.

### Crítica
En Rotten Tomatoes, la película tiene una calificación de aprobación del 56% según 27 reseñas, con una calificación promedio de 5.3 sobre 10. En Metacritic, la película tiene un puntaje promedio ponderado de 57 sobre 100, basado en 12 críticos, lo que indica "críticas mixtas o promedio".
Owen Gleiberman, de Variety, escribió: "Clifford, el gran perro rojo, se convierte en una película de persecución ruidosa, tan agradable como el propio Clifford, tan lindo y directo al mismo tiempo, y tan genialmente aleatorio en su capacidad para crear el caos". Angie Han, de The Hollywood Reporter, escribió: "No se trata de reinventar la rueda ni de abrir nuevos caminos; es poco probable que sorprenda al público con su audaz visión artística o su profunda profundidad emocional. Pero hay un lugar para el entretenimiento sólido y familiar que ofrece exactamente lo que pretende, y Clifford, el gran perro rojo, es solo eso ".

## Adaptaciones
La escritora de cómics Georgia Ball y el ilustrador Chi Ngo adaptaron la película a una novela gráfica titulada Clifford the Big Red Dog: The Movie Graphic Novel, que se publicará el 23 de agosto de 2021, menos de un mes antes del estreno de la película.